# Jessica Sula
Jessica Sula  (ur. 3 maja 1994 w Swansea) – brytyjska aktorka, która wystąpiła m.in. w filmie Split oraz serialach Kumple, Recovery Road i Krzyk.

## Filmografia

### Filmy
| Rok  | Tytuł                         | Rola          | Uwagi |
| ---- | ----------------------------- | ------------- | ----- |
| 2014 | Honeytrap                     | Layla         |       |
| 2016 | Split                         | Marcia        |       |
| 2017 | The Lovers                    | Erin          |       |
| 2019 | All the Little Things We Kill | Katy Walker   |       |
| 2020 | Big Fork                      | Emily         |       |
| 2023 | Malum                         | Jessica Loren |       |
| 2023 | Wayward                       | Orbison       |       |

### Telewizja
| Rok     | Tytuł             | Rola                  | Uwagi          |
| ------- | ----------------- | --------------------- | -------------- |
| 2011–12 | Kumple            | Grace Blood           | 14 odc.        |
| 2013    | Love and Marriage | Scarlett Quilter      | 6 odc.         |
| 2015    | Eye Candy         | Morgan                | 1 odc.         |
| 2016    | Recovery Road     | Maddie Graham         | gł. rola       |
| 2016    | Lucyfer           | Amy                   | 1 odc.         |
| 2017    | Bezbożnicy        | Louise Hobbs          | 4 odc.         |
| 2019    | Krzyk             | Olivia "Liv" Reynolds | w gł. obsadzie |
| 2019    | Epic Night        | Jess                  | 2 odc.         |
| 2021    | Panic             | Natalie               | w gł. obsadzie |